# Брайтенгюсбах
Брайтенгюсбах (нім. Breitengüßbach) — громада в Німеччині, розташована в землі Баварія. Підпорядковується адміністративному округу Верхня Франконія. Входить до складу району Бамберг.
Площа — 16,86 км2. Населення становить 4464 ос. (станом на 31 грудня 2020).

## Географії

### Адміністративний поділ
Громада  складається з 4 районів:
- Гоенгюсбах
- Ляймерсгоф
- Унтероберндорф
- Цюксгут